# Giovanna d'Aragona (duchessa di Sora e Arce)
Giovanna d'Aragona (1455 – febbraio o marzo 1475) fu una delle figlie illegittime del re di Napoli Ferdinando I di Napoli e della sua concubina Diana Guardato. Fu duchessa di Sora e Arce.

## Biografia
Sorella di Maria d'Aragona, anch'essa figlia illegittima e duchessa di Amalfi, moglie di Antonio Todeschini Piccolomini e cognata del papa Pio III.
Giovanna, nonostante l'appartenenza indiretta al casato del padre, ebbe un ruolo politico importante sposando nel 1472 il Duca di Sora Leonardo Della Rovere, nipote di Sisto IV e cugino di Giulio II. Tale matrimonio sancì la concessione dei diritti feudali da parte della corona di Napoli alla famiglia Della Rovere nella Valle del Liri dando vita al primo nucleo politico della futura signoria di Sora. Dal matrimonio con Leonardo della Rovere con ogni probabilità non nacquero tuttavia figli. È possibile collocare la morte di Giovanna nel febbraio-marzo del 1475.

## Ascendenza
|                                             |   |                              | Genitori                     |  |  | Nonni |  |  | Bisnonni                         |  |  | Trisnonni                      |  |
|                                             |   |                              |                              |  |  |       |  |  | Ferran I, re d'Aragona e Sicilia |  |  | Juan I, re di Castiglia e León |  |
|                                             |   |                              |                              |  |  |       |  |  | Ferran I, re d'Aragona e Sicilia |  |  | Juan I, re di Castiglia e León |  |
|                                             |   | Elionor d'Aragó i de Sicília |                              |  |  |       |  |  | Ferran I, re d'Aragona e Sicilia |  |  |                                |  |
| Alfons, re d'Aragona e Napoli               |   |                              |                              |  |  |       |  |  | Ferran I, re d'Aragona e Sicilia |  |  |                                |  |
|                                             |   | Leonor de Alburquerque       | Sancho, conte d'Alburquerque |  |  |       |  |  |                                  |  |  |                                |  |
|                                             |   | Leonor de Alburquerque       | Sancho, conte d'Alburquerque |  |  |       |  |  |                                  |  |  |                                |  |
|                                             |   | Leonor de Alburquerque       | Beatriz de Portugal          |  |  |       |  |  |                                  |  |  |                                |  |
| Ferran I, re di Napoli                      |   | Leonor de Alburquerque       |                              |  |  |       |  |  |                                  |  |  |                                |  |
|                                             |   | Enrico Carlino               | …                            |  |  |       |  |  |                                  |  |  |                                |  |
|                                             |   | Enrico Carlino               | …                            |  |  |       |  |  |                                  |  |  |                                |  |
|                                             |   | Enrico Carlino               | …                            |  |  |       |  |  |                                  |  |  |                                |  |
| Gueraldona Carlino                          |   | Enrico Carlino               |                              |  |  |       |  |  |                                  |  |  |                                |  |
|                                             |   | Isabella Carlino             | …                            |  |  |       |  |  |                                  |  |  |                                |  |
|                                             |   | Isabella Carlino             | …                            |  |  |       |  |  |                                  |  |  |                                |  |
|                                             |   | Isabella Carlino             | …                            |  |  |       |  |  |                                  |  |  |                                |  |
| Giovanna d'Aragona, duchessa di Sora e Arce |   | Isabella Carlino             |                              |  |  |       |  |  |                                  |  |  |                                |  |
|                                             | … | …                            |                              |  |  |       |  |  |                                  |  |  |                                |  |
|                                             | … | …                            |                              |  |  |       |  |  |                                  |  |  |                                |  |
|                                             | … | …                            |                              |  |  |       |  |  |                                  |  |  |                                |  |
| Zaccaria Guardato                           | … |                              |                              |  |  |       |  |  |                                  |  |  |                                |  |
|                                             |   | …                            | …                            |  |  |       |  |  |                                  |  |  |                                |  |
|                                             |   | …                            | …                            |  |  |       |  |  |                                  |  |  |                                |  |
|                                             |   | …                            | …                            |  |  |       |  |  |                                  |  |  |                                |  |
| Diana Guardato                              |   | …                            |                              |  |  |       |  |  |                                  |  |  |                                |  |
|                                             |   | …                            | …                            |  |  |       |  |  |                                  |  |  |                                |  |
|                                             |   | …                            | …                            |  |  |       |  |  |                                  |  |  |                                |  |
|                                             |   | …                            | …                            |  |  |       |  |  |                                  |  |  |                                |  |
| …                                           |   | …                            |                              |  |  |       |  |  |                                  |  |  |                                |  |
|                                             |   | …                            | …                            |  |  |       |  |  |                                  |  |  |                                |  |
|                                             |   | …                            | …                            |  |  |       |  |  |                                  |  |  |                                |  |
|                                             |   | …                            | …                            |  |  |       |  |  |                                  |  |  |                                |  |
|                                             |   | …                            |                              |  |  |       |  |  |                                  |  |  |                                |  |